# 리성철
리성철(1986년 4월 5일 ~ , 조선민주주의인민공화국 평양 출생)는 조선민주주의인민공화국의 피겨스케이팅 선수이다. 2003년, 2007년, 2008년 그리고 2009년 북한 챔피언이다. 2010년 동계 올림픽에 참가하여 25위의 성적을 받았다.